# Хвасон-12
Хвасон-12 (화성 12, по классификации МО США и НАТО — KN-17) — северокорейская мобильная межконтинентальная баллистическая ракета (МБР) среднего радиуса[прояснить] действия. 
Впервые была показана международному сообществу на военном параде 14 апреля 2017 года, посвященном Дню солнца (день рождения основателя КНДР Ким Ир Сена). 
Первый полёт совершён 14 мая 2017 года.
Журнал «The Diplomat» 4 января 2018 года опубликовало материал, в котором сообщается, что 29 апреля 2017 года в КНДР, во время испытательных пусков, ракета «Хвасон-12» упала на населённый пункт Токчхон с населением 237 тысяч человек, при этом был причинен «серьёзный ущерб» промышленным и сельскохозяйственным строениям. 

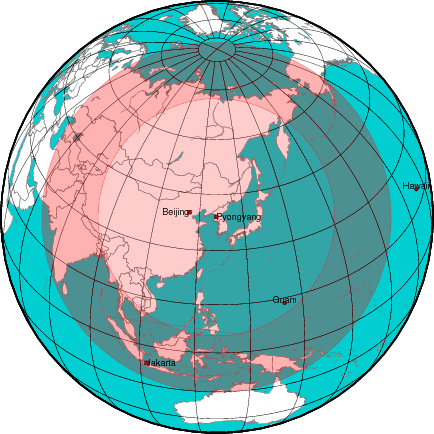
Расчётный максимальный рабочий диапазон ракеты Хвасон-12: 3700 км (внутренний круг), 6000 км (наружный круг)

30 января 2022 КНДР была запущена баллистическая ракета средней дальности, она пролетела 800 километров с максимальной высотой две тысячи километров и упала за пределами исключительной зоны Японии, её максимальная скорость составила 16 чисел Маха (как сообщило агентство «Рёнхап» со ссылкой на источники, знакомые с ситуацией). Предположительно, речь идет о ракете «Хвасон-12».
3 октября 2022 года КНДР была запущена еще одна баллистическая ракета, и вызвала срабатывание на территории Японии системы оповещения о воздушной тревоге. Власти Японии заявили, что КНДР запустила ракету в направлении Хоккайдо и префектуры Аомори, и призвали жителей найти укрытия.
Отмечается, что баллистическая ракета пролетела над Японией, власти предупредили о возможном падении обломков.
Ракета, которую запустила КНДР, вероятно, была типа «Хвасон-12», заявил министр обороны Японии Ясукадзу Хамада на экстренной пресс-конференции в Токио по итогам срочного заседания Совета национальной безопасности.
В Токио заявили, что северокорейская ракета перелетела через Японию и упала в Тихом океане; Минобороны Японии полагает, что сегодня ракета КНДР преодолела самое большое расстояние за историю испытаний. Информации об ущербе морским и воздушным судам нет.
Южнокорейские военные считают, что максимальная скорость этой ракеты достигала 17 чисел Маха.